# Велес Сарсфийлд
Клуб Атлетико „Велес Сарсфийлд“ (на испански: El Club Atlético Vélez Sarsfield или само „Велес Сарсфийлд“) е аржентински спортен клуб от Буенос Айрес. Футболният отбор на клуба се състезава в аржентинската Примера Дивисион и е десеткратен шампион на Аржентина, носител на 5 международни купи (включително на Копа Либертадорес и Междуконтиненталната купа).

## История
Велес е основан през 1910 г. в квартал Floresta на Буенос Айрес в съседство с гара „Сарсфийлд“ на западната железница, откъдето идва името му. Първото участие на клуба е в аматьорския шампионат на Аржентина през 1919 на който завършва втори. Велес Сарсфийлд е един от 18-те клуба в Аржентина които сформират професионалната лига през 1931 година. Оттогава Велес е неизменен участник в Примера Дивисион, като е изпадал само веднъж (през 1941 г., връщайки се в елита през 1943 г.) и е триумфирал с титлата на страната седем пъти. По тези си показатели клуба заема престижното 5-о място (след Ривър Плейт, Бока Хуниорс, Индепендиенте и Сан Лоренцо) във вечната ранглиста на аржентинския професионален футбол. Велес печели първата си титла от Кампеонато Насионал през 1968 г., а следващите 25 години остава без никакъв трофей до 1993 г., когато печели турнира Клаусура. 90-те години са най-успешният период в историята на Велес в който отбора спечелва общо 4 титли на Аржентина и 5 международни турнира. През 1994 г. Велес Сарсфийлд стъпва на световния връх като първоначално печели Копа Либертадорес побеждавайки на финала победителят от последните две издания на турнира отбор на Сао Пауло, а в спор за Междуконтиненталната купа детронира властващият по европейските терени в ония години отбор на Милан и се превръща в едва 8-ият отбор от КОНМЕБОЛ печелил престижния трофей. Последната титла на клуба е през 2009 година, когато спечели турнира Клаусура.

## Успехи
- Примера Дивисион Аржентина
  - Шампион (11): 1968 Насионал, 1993 Клаусура, 1995 Апертура, 1996 Клаусура, 1998 Клаусура, 2005 Клаусура, 2009 Клаусура, 2011 Клаусура, 2012 Inicial, 2012/13 Primera División, 2024
  - Вицешампион (8): 1953 Примера Дивисион, 1971 Метрополитано, 1979 Метрополитано, 1985 Насионал, 1992 Клаусура, 1993 Апертура, 2004 Апертура, 2010 Апертура
- Копа Либертадорес
- Supercopa Argentina: 2013
  - Шампион (1): 1994 (Сао Пауло  0:1, 1:0 и 5:3 (дузпи))

- Междуконтинентална купа
  - Шампион (1): 1994 (Милан  2:0)

- Суперкопа Судамерикана
  - Шампион (1): 1996 (Крузейро  0:1, 2:0)

- Копа Интерамерикана
  - Шампион (1): 1994 (Картагенс  2:0)

- Рекопа Судамерикана
  - Шампион (1): 1997 (Ривър Плейт  1:1 и 4:2 (дузпи))
  - Вицешампион (1): 1995 (Индепендиенте  0:1)

## Известни бивши футболисти
- Убалдо Фильол
- Карлос Бианки
- Серхио Гойкоечея
- Маурисио Пелегрино
- Оскар Руджери
- Диего Симеоне
- Нелсон Тапия
- Хосе Луис Чилаверт
- Леандро Карузо
- Мауро Сарате
- Маркос Чарас
- Николас Отаменди

## Бивши треньори
- Карлос Бианки
- Алфио Базиле
- Марсело Биелса
- Омар Сивори
- Оскар Табарес

## Стадион
Естадио Хосе Амалфитани (на испански: Estadio José Amalfitani) се намира в квартал Liniers на Буенос Айрес, използва се предимно за футболните мачове на Велес Сарсфийлд. На него домакинства и Аржентинския национален отбор по ръгби. Носи името на видния аржентински строителен магнат, спортен журналист и президент на Велес Сарсфийлд в продължение на 30 години (в периода 1923 – 1925 и 1941 – 1969) Хосе Амалфитани наричан още „Дон Пепе“.
Стадионът е построен между 1941 и 1943 г. и първоначално е бил от дървена конструкция. В периода между 1947 и 1951 година е построен от бетон. 27 години по-късно е основно реконструиран и разширен с цел подготовка на Световно първенство през 1978, има капацитет за 49 540 зрители.